# Port lotniczy Heho
Port lotniczy Heho – międzynarodowy port lotniczy położony w Hèho, w Mjanmie.